# Odynerus
Odynerus is een geslacht van vliesvleugeligen uit de  familie van de plooivleugelwespen (Vespidae).

## Soorten
- Odynerus albopictus Saussure, 1856
- Odynerus alpinus von Schulthess, 1897
- Odynerus annulicornis (Bluethgen, 1956)
- Odynerus consobrinus Dufour, 1839
- Odynerus cruralis Saussure, 1856
- Odynerus dusmeticus Giner, 1945
- Odynerus eburneofasciatus Dusmet, 1903
- Odynerus ezechiae von Schulthess, 1924
- Odynerus femoratus Saussure, 1856
- Odynerus melanocephalus (Gmelin, 1790)
- Odynerus mutilatus Gusenleitner, 1977
- Odynerus navasi Dusmet, 1903
- Odynerus permutatus Gusenleitner, 1991
- Odynerus poecilus Saussure, 1856
- Odynerus reniformis (Gmelin, 1790)
- Odynerus rotundigaster Saussure, 1853
- Odynerus serricrus (Bluethgen, 1963)
- Odynerus simillimus Morawitz, 1867
- Odynerus spinipes (Linnaeus, 1758) (Gewone schoorsteenwesp)
- Odynerus wilhelmi Dusmet, 1917